# کامبرلند هد (نیویورک)
کامبرلند هد (به انگلیسی: Cumberland Head) یک منطقهٔ مسکونی در ایالات متحده آمریکا است که در شهرستان کلینتون، نیویورک واقع شده‌است. کامبرلند هد ۹٫۳ کیلومتر مربع مساحت و ۱٬۶۲۷ نفر جمعیت دارد و ۴۴ متر بالاتر از سطح دریا واقع شده‌است.